# Епископский сад
Епи́скопский сад, также сад Пи́йскопи (эст. Piiskopi aed) — крохотный, менее четверти гектара, парк в Таллине, столице Эстонии. Расположен на Вышгороде, к парку ведёт улица Тоом-Кооли. Название парка официально утверждено 16 мая 1989 года.
Епископский сад — популярное туристическое место, поскольку из него открывается вид на таллинские районы Каламая и Пелгулинн, пруд Шнелли, нижний парк и Балтийский железнодорожный вокзал.

## История
В XVIII—XIX веках территорию парка занимали сады расположенного неподалеку Домского собора.
В 2017 году была проведена реконструкция верхней части сада, в 2018 году обновлён нижний сад. Вдоль главной аллеи были посажены яблони, выложены гранитные плиты с диагональными пристройками для газонов, установлены скамейки и столбы освещения.
Восстановлен средневековый колодец, у него устроено многослойное стеклянное покрытие и внутренняя подсветка.
Стоимость работ составила 204 000 евро. Работы по строительству выполняло акционерное общество Tallinna Teede AS, проект подготовило предприятие OÜ Kivisilla.
Раскопки 2019 года показали, что на месте сада находились постройки, разрушенные ещё до катастрофического пожара в Таллине в 1684 году.